# فن ما بعد الحداثة

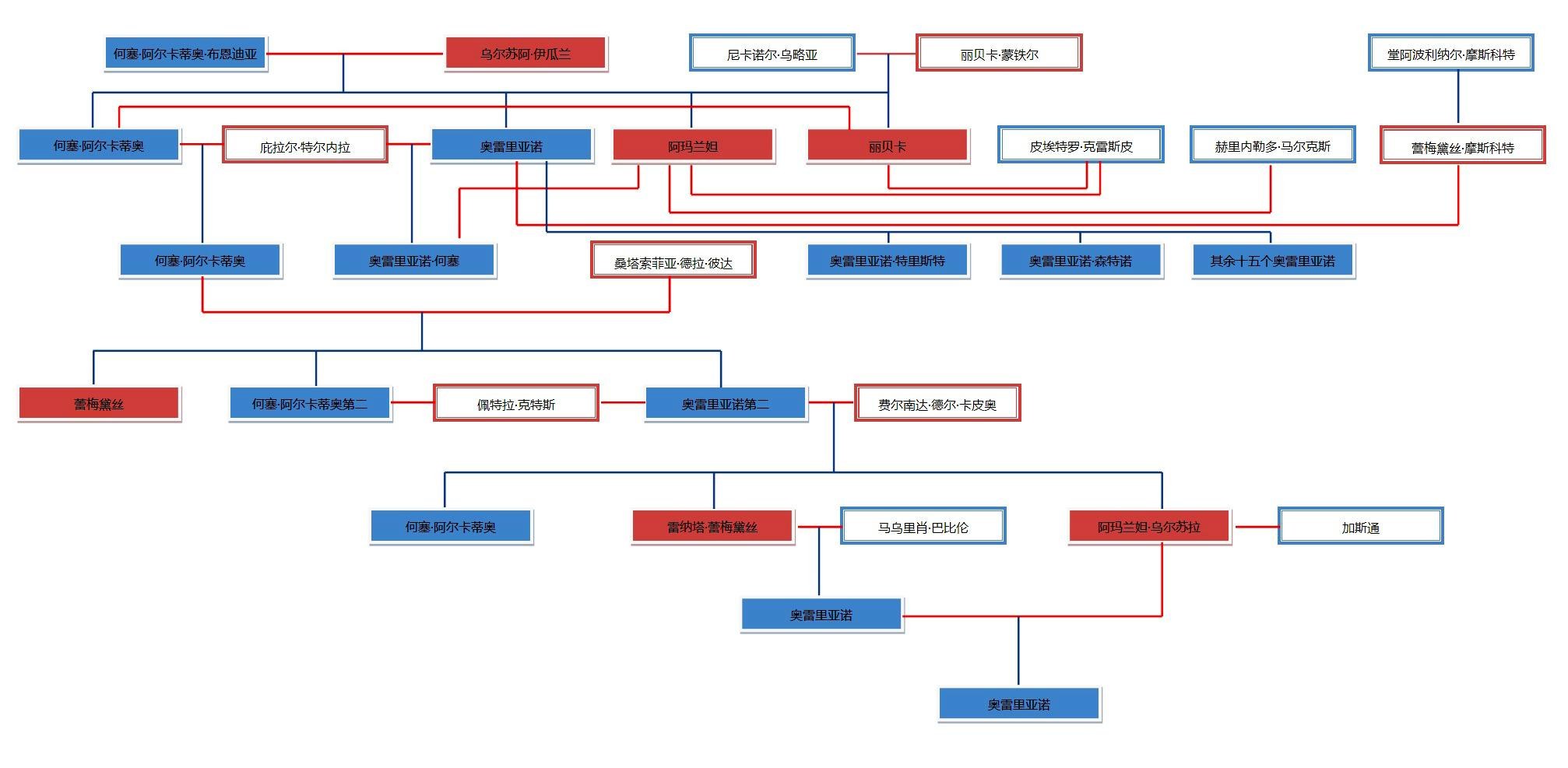
مائة عام من علم الأنساب العزلة

فن ما بعد الحداثة هو مجموعة من الحركات الفنية التي سعت لمناقضة بعض جوانب الحداثة أو بعض الجوانب التي ظهرت أو تطورت في أعقابها. بشكل عام، توصف الحركات مثل الوسائط، وفن التثبيت، والفن المفاهيمي والوسائط المتعددة، ولا سيما التي تنطوي على الفيديو، بأنها ما بعد الحداثة.
هناك العديد من الخصائص التي تضفي على الفن ما بعد الحداثة؛ يتضمن ذلك البريكولاج، واستخدام النص بشكل بارز كعنصر فني مركزي، والكولاج، والتبسيط، والتخصيص، وفن الأداء، وإعادة تدوير الأنماط والموضوعات السابقة في سياق العصر الحديث، وكذلك تفكيك الحاجز بين الفنون الجميلة والفنون الرفيعة والفنون الرديئة والثقافة الشعبية.
ومن فنون ما بعد الحداثة الفن المفاهيمي وهونوع من اففن حدسي، وفبه " تصبح الفكرة هي الهدف الحقيقي للفن بدلا من الأثر الفني,,، ومن أبرز ممثلي هذا الاتجاه المفاهيمي : بويز، وناومان، وروث، ولونج، وكوزوث." (3)
وكان قد ظهر اصطلاح فن الأرض سنة 1960 واستخدمه روبرت سميثسون ليصف أعماله ومنها: حاجز الماء اللولبي Spiral jetty (1970) عبارة عن تكتل شامخ من بلورات الملح والصخور، وتم بتاؤه في الجانب الشمالي من البحيرة الكبيرة المالحة." (4)